# Seafarer-Gletscher
Der Seafarer-Gletscher ist ein Gletscher im ostantarktischen Viktorialand. Vom Webb-Firnfeld fließt er in südlicher Richtung zwischen den Lawrence Peaks und dem Malta-Plateau zum Mariner-Gletscher.
Wissenschaftler einer von 1966 bis 1967 durchgeführten Kampagne im Rahmen der New Zealand Geological Survey Antarctic Expedition benannten ihn in Anlehnung an die Benennung des Mariner-Gletschers nach dem englischen Begriff für Seefahrer.